# Sulejman Halilović
Sulejman Halilović (Odžak, 14 novembre 1955) è un ex calciatore jugoslavo, dal 1992 bosniaco, di ruolo attaccante.

## Carriera

### Giocatore
Debutta da professionista nel 1977 con la Dinamo Vinkovci, con cui raggiunge la massima serie jugoslava nella stagione 1982-1983, dove segna ben 18 gol, diventando capocannoniere del torneo.
Si trasferisce quindi alla Stella Rossa, dove vince la Coppe di Jugoslavia 1984-1985.
Passa quindi al Rapid Vienna, dove gioca per tre stagioni, vincendo due campionati austriaci, una Coppa d'Austria e tre Supercoppe d'Austria.

### Nazionale
Con la Nazionale jugoslava ha partecipato agli Europei del 1984.

## Palmarès

### Club
- Coppa di Jugoslavia: 2

Stella Rossa: 1984-1985
- Campionato austriaco: 2

Rapid Vienna: 1986-1987, 1987-1988
- Coppe d'Austria: 1

Rapid Vienna: 1986-1987
- Supercoppe d'Austria: 3

Rapid Vienna: 1986, 1987, 1988

### Individuale
- Capocannoniere della Prva Liga: 1

1982-1983 (18 gol)